# Hesychotypa aotinga
Hesychotypa aotinga är en skalbaggsart som beskrevs av Martins och Maria Helena M. Galileo 2008. Hesychotypa aotinga ingår i släktet Hesychotypa och familjen långhorningar. Inga underarter finns listade i Catalogue of Life.